# Arsène Hobou
Arsène Hobou (30 ottobre 1967) è un ex calciatore ivoriano, di ruolo difensore.

## Palmarès

### Club

#### Competizioni nazionali
- Campionato ivoriano: 3

ASEC Mimosas: 1990, 1991, 1992
- Coppa della Costa d'Avorio: 1

ASEC Mimosas: 1990

### Nazionale
- Coppa d'Africa: 1

1992